# Bodkang
Bodkang est un village de la Région du Littoral du Cameroun, situé dans la commune de Ndom. 

## Population et développement
En 1967, la population de Bodkang était de 499 habitants, essentiellement des Babimbi du peuple Bassa. La population de Bodkang était de 398 habitants dont 213 hommes et 185 femmes, lors du recensement de 2005.  